# 新潟県道362号後谷黒田上越妙高停車場線
新潟県道362号後谷黒田上越妙高停車場線（にいがたけんどう362ごう うしろだに くろだ じょうえつみょうこうていしゃじょうせん）は、新潟県上越市から同県妙高市を経由して上越市に至る一般県道である。

## 概要
上越市旧市域南部の和田地区を東西に横断する県道。北陸新幹線の上越妙高駅が終点となっている。
旧路線名称は後谷黒田脇野田停車場線であったが、2015年（平成27年）3月14日に北陸新幹線が延伸開業し駅名が改称されたのに伴い、同日付で路線名称が改称された。
本路線は同駅西口側の主たるアクセス道路として、市域西側を南北に縦貫する新潟県道63号上越新井線（山麓線）や、上信越自動車道の上越高田インターチェンジなどへ連絡する経路の一つとなっているが、集落を経由する狭隘な単車線区間が多く残存していることから、県と上越市では道路の改修について検討を進めている。

### 路線データ
- 起点：新潟県上越市大字後谷字久保田
- 終点：新潟県上越市大和二丁目（上越妙高駅東口）

## 通過する自治体
- 新潟県
  - 上越市 - 妙高市 - 上越市

## 接続する道路
- 林道（起点：上越市大字後谷字久保田）

この間冬季閉鎖区間あり（上越市大字後谷（起点）～妙高市大字青田、距離：5.8km、期間：11月中旬～5月下旬、迂回路：なし）
- 新潟県道85号上越高田インター線（青田）
- 新潟県道85号上越高田インター線（黒田丁字路）
- 新潟県道63号上越新井線＜山麓線 バイパス＞（黒田交差点）
- 上越市道＜山麓線 旧道＞（青木交差点）
- 新潟県道579号上越脇野田新井線＜上越大通り＞（今泉交差点）
- 新潟県道579号上越脇野田新井線＜上越大通り＞（上越妙高駅前（東口）交差点）
- 新潟県道254号上小沢上越妙高停車場線〔都市計画道路脇野田岡原線〕（同）